# دهستان آجی‌چای
دهستان آجی‌چای یکی از دهستان‌های استان آذربایجان شرقی است که در بخش مرکزی شهرستان تبریز واقع شده‌است. مایان سفلی مرکز دهستان آجی‌چای می‌باشد.

## جمعیت
بر اساس نتایج سرشماری سال ۱۳۹۵ منتشر شده در سایت مرکز آمار ایران جمعیت دهستان آجی چای ۴۶۰۵۴ نفر بوده که از آن تعداد ۲۳۹۲۶ نفر مرد و ۲۲۱۲۸ نفر زن می‌باشد و تعداد ۱۳۷۵۲ خانوار در مجموع ۱۲ آبادی زیرمجموعه این دهستان زندگی می‌کنند.